# Antonín Remeš
Antonín Remeš (18. prosince 1876 Radvanice, (některé dokumenty uvádějí Sázava nebo Plzeň) – 18. září 1958 věznice Leopoldov) byl československý politik, meziválečný poslanec Národního shromáždění za Československou sociálně demokratickou stranu dělnickou.

## Biografie
Vyučil se obuvníkem. Od 90. let 19. století byl aktivní v české sociální demokracie. Působil jako redaktor stranického tisku v Plzni, později byl administrátorem a vydavatelem plzeňského sociálně demokratického deníku Nová doba. Byl členem obecního zastupitelstva.
Politicky aktivní byl již za Rakouska-Uherska. Ve volbách do Říšské rady roku 1907 se stal poslancem Říšské rady (celostátní parlament), kam byl zvolen za okrsek Čechy 070. Usedl do poslanecké frakce Klub českých sociálních demokratů. Ve vídeňském parlamentu setrval do konce funkčního období sněmovny, tedy do roku 1911.
V parlamentních volbách v roce 1920 získal poslanecké křeslo v československém Národním shromáždění. Mandát obhájil v parlamentních volbách v roce 1925, parlamentních volbách v roce 1929 i parlamentních volbách v roce 1935. Poslanecký post si oficiálně podržel do zániku parlamentu (a Československa) v březnu 1939, přičemž krátce předtím, koncem roku 1938, přestoupil do klubu nově zřízené Národní strany práce.
Podle údajů z roku 1935 byl administrátorem a finančním referentem města Plzeň.
Ve 30. letech 20. století patřil do vedení sociální demokracie. V roce 1937 zasedal v představenstvu strany coby člen kontrolní komise. Předsedou kontrolní komise sociálně demokratické strany byl v celém období 1920–1938. Publikoval práce z oboru národohospodářství, finančních a daňových otázek.
Byl vůdčí osobností sociální demokracie na Plzeňsku. Za druhé světové války byl vězněn nacisty v koncentračním táboře Dachau a v Buchenwaldu. Po roce 1945 se znovu zapojil do činnosti sociální demokracie. V listopadu 1947 se na brněnském sjezdu Československé sociální demokracie profiloval jako jeden z mluvčích křídla nesouhlasícího s prokomunistickými postoji Zdeňka Fierlingera. Po únorovém převratu roku 1948 žil v ústraní. V létě roku 1953 byl po plzeňském povstání proti měnové reformě vysídlen z Plzně. V srpnu 1954 byl zatčen a v roce 1955 byl v politickém procesu odsouzen k 15 letům vězení. Zemřel ve věznici Leopoldov. Rehabilitován byl posmrtně roku 1969.
V roce 1996 mu byl in memoriam udělen Řád Tomáše Garrigua Masaryka.